# Coelogyne bilamellata
Coelogyne bilamellata é uma espécie de orquídea (Orchidaceae) do Sudeste Asiático.